# النظرية الغرامشانية الحديثة
تطبق النظرية الغرامشانية الحديثة المنهج النظري النقدي في دراسة العلاقات الدولية (آي آر)، والاقتصاد السياسي العالمي (جي بي إي) وتستكشف واجهة الأفكار، والمنشآت، والقدرات المادية أثناء تشكيلها للمعالم المحددة لهيئة الدولة. تأثرت النظرية بشكل كبير بكتابات أنطونيو غرامشي.
تحلل النظرية الغرامشانية الحديثة كيف تحدد مجموعة معينة من القوى الاجتماعية والحالة والتكوين الفكري السائد الأنظمةَ العالمية وتحافظ عليها. في هذا السياق، يكسر المنهج الغرامشاني الحديث الجمود المتواصل منذ عقود بين المدارس الفكرية الواقعية والنظريات الليبرالية عبر إضفاء طابع تاريخي على الأساسات النظرية للاتجاهين كجزء من نظام عالمي معين ويجد العلاقة المتشابكة بين البنية والفاعلية. بالإضافة إلى ذلك، يُصنَّف كل من كارل بولانيي، وكارل ماركس، وماكس فيبر، ونيكولو ميكيافيلي، وماكس هوركهايمر، وتيودور أدورنو، وميشال فوكو على أنهم مصادر رئيسية في النظرية النقدية للعلاقات الدولية.

## أصول المنظور الغرامشاني الحديث
يمكن أن تُعزى بداية المنظور الغرامشاني الحديث إلى مقالة الأستاذ المتقاعد في جامعة يورك، روبرت دبليو كوكس، «قوى اجتماعية، الدول وأنظمة العالم: نظرية ما بعد العلاقات الدولية» في الألفية 10 (1981) ومقالة «غرامشي، والهيمنة، والعلاقات الدولية: مقالة عن النظرية» التي نُشرت في الألفية 12 (1983). في المقالة التي كتبها عام 1981، يطلب كوكس دراسة نقدية للعلاقات الدولية بطريقة تعارض نظريات «حل المشكلة» المعتادة، التي لا تبحث في الأصل، والطبيعة، وتطور البنى التاريخية، ولكنها تتقبل على سبيل المثال فكرة الدول والعلاقات الفوضوية فيما بينها كما في المفهوم التجريدي لإيمانويل كانت.
على أي حال، ينكر كوكس الطابع الغرامشي الجديد رغم حقيقة أنه أظهر في إحدى مقالاته اللاحقة كيف يمكن استخدام الفكر الغرامشي لتحليل بنى القوى في الاقتصاد السياسي العالمي. يبدو أن مفهوم الهيمنة تحديدًا في الغرامشية، المختلف بشكل كبير عن مفهوم الهيمنة في الواقعية، مفهوم مثمر جدًا. وتُعتبر نظرية غرامشي عن الدولة، وفكرته عن «الكتل التاريخية» والتكوينات السائدة للقدرات المادية، والإيديولوجيات والمؤسسات كونها أطرًا تحدد العمل الفردي والجماعي والنخبة التي تلعب دور «المثقفين الأساسيين» وتفرض كتلًا تاريخية، تعتبر مفيدة أيضًا.
طُور المنهج الغرامشاني وفق مناحٍ مختلفة من قبل زميل كوكس، ستيفن غيل، الأستاذ الباحث البارز في العلوم السياسية في جامعة يورك. ساهم غيل في إظهار كيف لعبت لجنة النخبة الثلاثية دور «المثقفين الأساسيين»، وأدخلت الإيديولوجية النيوليبرالية (المهيمنة حديثًا)، وما يُدعى بإجماع واشنطن الذي ربطها لاحقًا بعولمة السلطة والممانعة في كتابه الذي يحمل عنوان السلطة والممانعة في النظام العالمي الجديد (بالغريف، 2003). تعاون غيل أيضًا مع زميله الكندي الأكاديمي إي. كلير كاتلر لإصدار مجلد مستوحى من الغرامشانية الحديثة بعنوان الدستور الجديد والنظام العالمي (كامبريدج، 2014). يجمع الكتاب مجموعة من واضعي النظريات النقديين والغرامشانيين الحديثين لتحليل السلطة المنظمة للمستجدات القانونية والدستورية في الاقتصاد السياسي العالمي. كان المحرر المشارك إي. كلير كاتلر عالمًا رائدًا في وضع نظرية غرامشانية حديثة تفصيلية في القانون العالمي. خارج حدود أميركا الشمالية، تبنت مدرسة أمستردام ومنها كيز فان دير بيل وهينك أوفربيك (جامعة فو أمستردام)، وأفراد باحثون في ألمانيا، تحديدًا من دوسلدروف، وكاسل، وماربورغ، بالإضافة إلى مركز الاقتصاد السياسي العالمي في جامعة ساسكس في المملكة المتحدة وأجزاء أخرى من العالم، النظرية النقدية الغرامشانية الحديثة. يُعتبر كريستوف شيرر من جامعة كاسل أحد قادة واضعي النظرية الغرامشانية الحديثة في ألمانيا، وطرح مفهوم «الهيمنة المزدوجة»، ويمثل المنهج الاقتصادي السياسي النقدي العالمي في ألمانيا.

## أساسيات المنظور الغرامشاني الحديث
في المناهج الرئيسية للاقتصاد السياسي الدولي أو العالمي، لا تُعتبر المركزية الوجودية موضع شك. وعلى العكس من ذلك، تستخدم الغرامشانية الحديثة منهج أستاذ العلاقات العامة هينك أوفربيك من جامعة فو أمستردام الذي ينص على أن المادية التاريخية العالمية «تعرِّف تشكيل الدولة والسياسة بين الدول على أنها لحظات ديناميكية عالمية لتكدس رأس المال وتشكل الطبقات».
في النظرية الغرامشانية الحديثة، تكون سيادة الدولة خاضعة لنظام اقتصادي عالمي يتميز بظهور نظام مالي عالمي ونظام إنتاج عالمي مشابه. تطورت الأطراف الرئيسية في هذه الأنظمة، ومنها الشركات متعددة الجنسيات والمنشآت المالية العالمية مثل البنك الدولي وصندوق النقد الدولي، لتصبح «تكتلات تاريخية عالمية» تمارس الهيمنة العالمية (على عكس الرؤيا الواقعية للهيمنة على أنها «السلطة المسيطرة على دولة أو مجموعة من الدول»). تستمد الكتلة التاريخية سلطتها من الموافقة الضمنية للشعب التي تُكتسب عن طريق الأساليب القسرية للإقناع الفكري والثقافي مع غياب العنف إلى حد كبير. وتربط الكتلة التاريخية نفسها بمجموعات اجتماعية أخرى شاركت في صراعات سياسية بهدف زيادة نفوذها، وتسعى إلى ترسيخ سلطتها عن طريق توحيد معايير الاقتصاد العالمي وإلغاء القيود المفروضة عليه، ما يخلق سلطة تنظيمية واحدة (على سبيل المثال، منظمة التجارة العالمية).
توجد قوى جبارة تعارض تقدم هذه الكتلة التاريخية التي من الممكن أن تشكل هيمنة مضادة لتتحداها كجزء من صراع طبقي مفتوح. ومن الممكن أن يشمل ذلك مذهب التجاريين الحديث الذي يعتمد على الحفاظ على التعرفة الجمركية والإعانات الحكومية أو تحالفات الدول الأقل تطورًا، أو الحركات النسوية والبيئية في الغرب الصناعي. في حال تنامت الهيمنة المضادة بشكل كافٍ، ستكون قادرة على استيعاب واستبدال الكتلة التاريخية التي وُلدت فيها. تستخدم النظرية الغرامشانية الحديثة مصطلحات ميكيافيلية مثل «حرب المنصب» و«حرب الحركة» لشرح إمكانية ذلك. في حرب المنصب، تحاول حركة الهيمنة المضادة عن طريق الإقناع أو الترويج زيادة عدد الأشخاص الذين يتبنون وجهة نظرها حول نظام الهيمنة، بينما في حرب الحركة، ازدادت نزعات الهيمنة المضادة بشكل يكفي للإطاحة، بعنف أو بديمقراطية، بالهيمنة الحالية وتأسيس نفسها لتكون كتلة تاريخية جديدة.